# رخش (نفربر)
رخش (نفربر) نام یک نفربر زرهی فوق سریع ساخت وزارت دفاع جمهوری اسلامی ایران (صنایع شهید کلاهدوز) است که در سال ۱۳۸۵ از آن رونمایی گردید. نفربرزرهی رخش مختص نبردهای نامتقارن ساخته شده‌است و بنابر گزارش خبرگزاری تسنیم: این نفربر زرهی دارای قدرت مانور و سرعت بالا می‌باشد و در اختیار نیروی زمینی ارتش جمهوری اسلامی ایران قرار دارد. از جمله ویژگی‌های نفربر رخش، قابلیت آن در انجام عملیات‌های کلاسیک رایج دنیا است که مورد استفاده قرار می‌گیرد. این ماشین زرهی دارای ظرفیت انتقال ۱۰ نفرِ مجهز به تجهیزات کماندویی است. از سویی دیگر، نفربر رخش تجهیز شده‌است به مسلسلی کاملاً خودکار. این نفربر زرهی توانایی مشاهده همه اطراف خود توسط دوربین‌های مدار بسته را دارد و این خصوصیت این قابلیت را به هدایت‌گر خود می‌دهد که آگاهی لازمه را جهت تشخیص حملات ناگهانی و مین‌های چسبانِ دشمن بدست آورده و دفع نماید.
از دیگر ویژگی‌های این نفربرِ چرخ‌دار، داشتن بدنه ای از آلیاژهای ضدحرارتی و چندین لایه سبک‌وزن است که موجب افزایش مقاومت آن در برابر اقسام مختلف راکتها می‌شود. صنایع شهید کلاهدوز یکی از شرکت‌های زیر مجموعه صنایع دفاع است. این نفربر در سال ۱۳۸۵ رونمایی شد.

## خصوصیات
از جمله خصوصیات نفربر زرهی رخش می‌توان اشاره کرد به:
- نفربر فوق سریع و دارا بودن قدرت مانور و سرعت بالا
- توانایی حرکت تا شیب ۶۵ درصد
- داشتن حداکثر سرعت ۹۵ کیلومتر در ساعت
- طراحی شده مختص به جنگ‌های نامتقارن
- استفاده به منظور انجام عملیات‌های کلاسیک رایج در دنیا
- تشکیل شدن بدنه این نفربر زرهی از آلیاژهای ضدحرارتی و چند لایه سبک، که موجب افزایش مقاومت این نفر بر در مقابل انواع راکت‌ها شده‌است
- تعبیه شدن دو درب ورود و خروج در جنب این خودرو و عقب این خودرو با هدف انتقال تجهیزات
- مقاوم بودن بدنه سرامیک-کامپوزیت در برابر بمب‌های ارتعاشی و حرارتی
- قابلیت ظرفیت جابجایی ده نفر با تجهیزات کماندویی
- داشتن یک مسلسل تمام اتوماتیک ۱۲٫۷ میلی‌متری[۱۴]